# Trimoteur

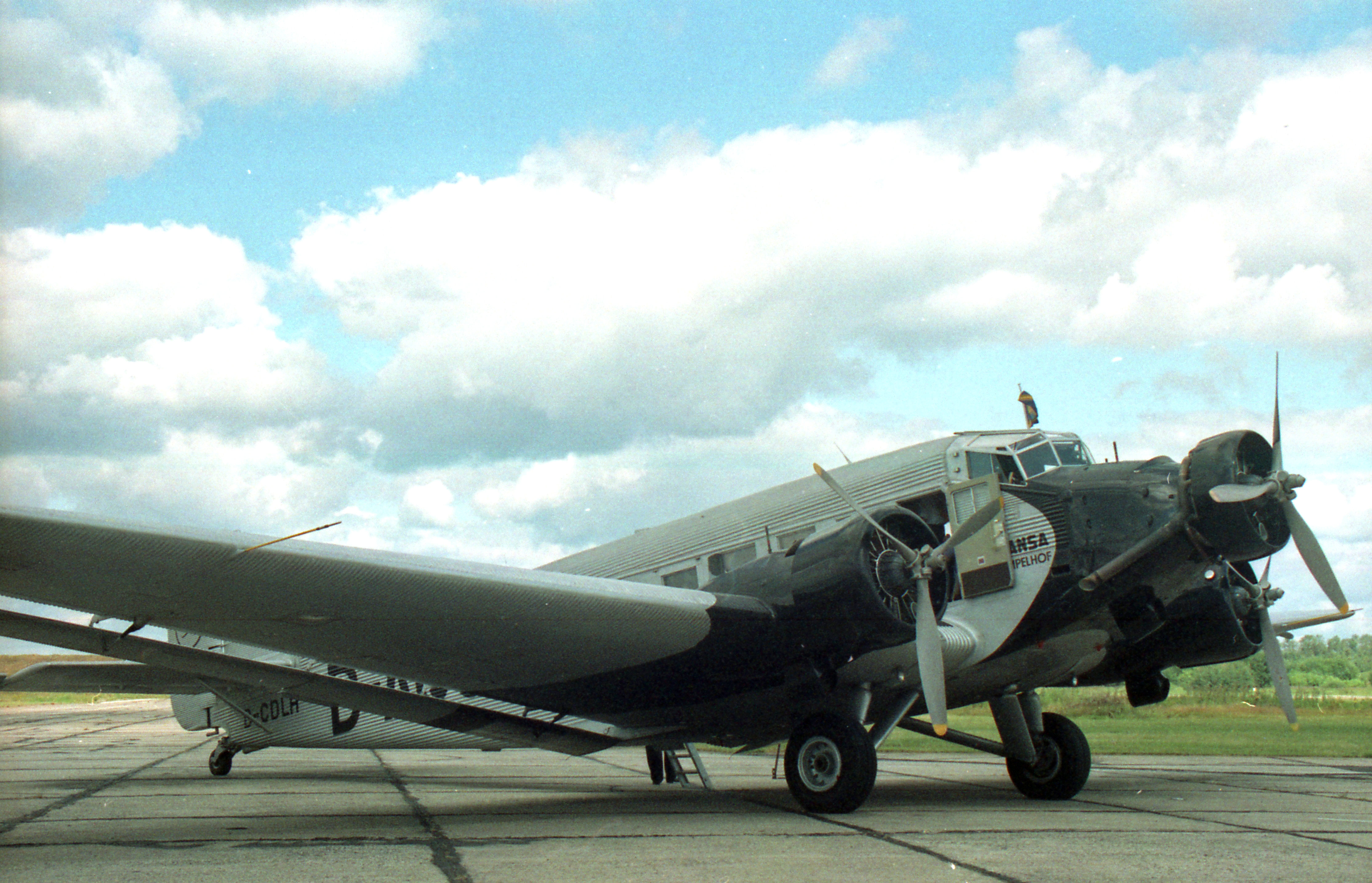
Un Junkers Ju 52, trimoteur allemand des années 1930.

Un trimoteur est un aéronef dont la propulsion fait appel à trois moteurs différents. Cette configuration a été particulièrement prolifique durant l'entre-deux-guerres.
Avec la multiplication des modes de propulsions aéronautique il convient désormais de différencier les trimoteurs à moteurs à pistons, de ceux à réacteurs et à turbomoteurs.

## Trimoteurs à moteurs à pistons

### Historique
La majorité des trimoteurs à moteurs à pistons sont apparus au cours des années 1920 et années 1930, une époque où les progrès dans l'aviation civile obligèrent les constructeurs à augmenter la puissance propulsive des avions. Cependant les quadrimoteurs n'étant pas encore répandus beaucoup se retranchèrent vers les trimoteurs, plus facile à concevoir.

### Configurations
La configuration la plus répandue pour les trimoteurs à moteurs à pistons est celle d'un moteur sur chaque aile et d'un troisième monté dans le nez de l'avion. Cependant il existe quelques exceptions dont la plus célèbre est le Britten-Norman Trislander britannique avec son troisième moteur monté non plus dans le nez mais sur l'empennage. Le cas le plus remarquable est certainement le prototype de trimoteur dissymétrique Heinkel He 116.

### Modèles
Voici une liste, non-exhaustive, de trimoteurs à moteurs à pistons, en dehors de ceux cités ci-dessus.
- Allemagne : Junkers Ju-52/3.
- Allemagne : Junkers Ju-352.
- Australie : De Havilland Australia DHA-3 Drover.
- États-Unis : Ford 5AT.
- États-Unis : Northrop YC-125 Raider.
- France : Bloch MB.120.
- France : Dewoitine D.332.
- Italie : CANT Z.506.
- Italie : Savoia-Marchetti SM.82.
- Royaume-Uni : Armstrong Whitworth A.W. 155 Argosy.
- Tchécoslovaquie : Avia 51.

### Photos

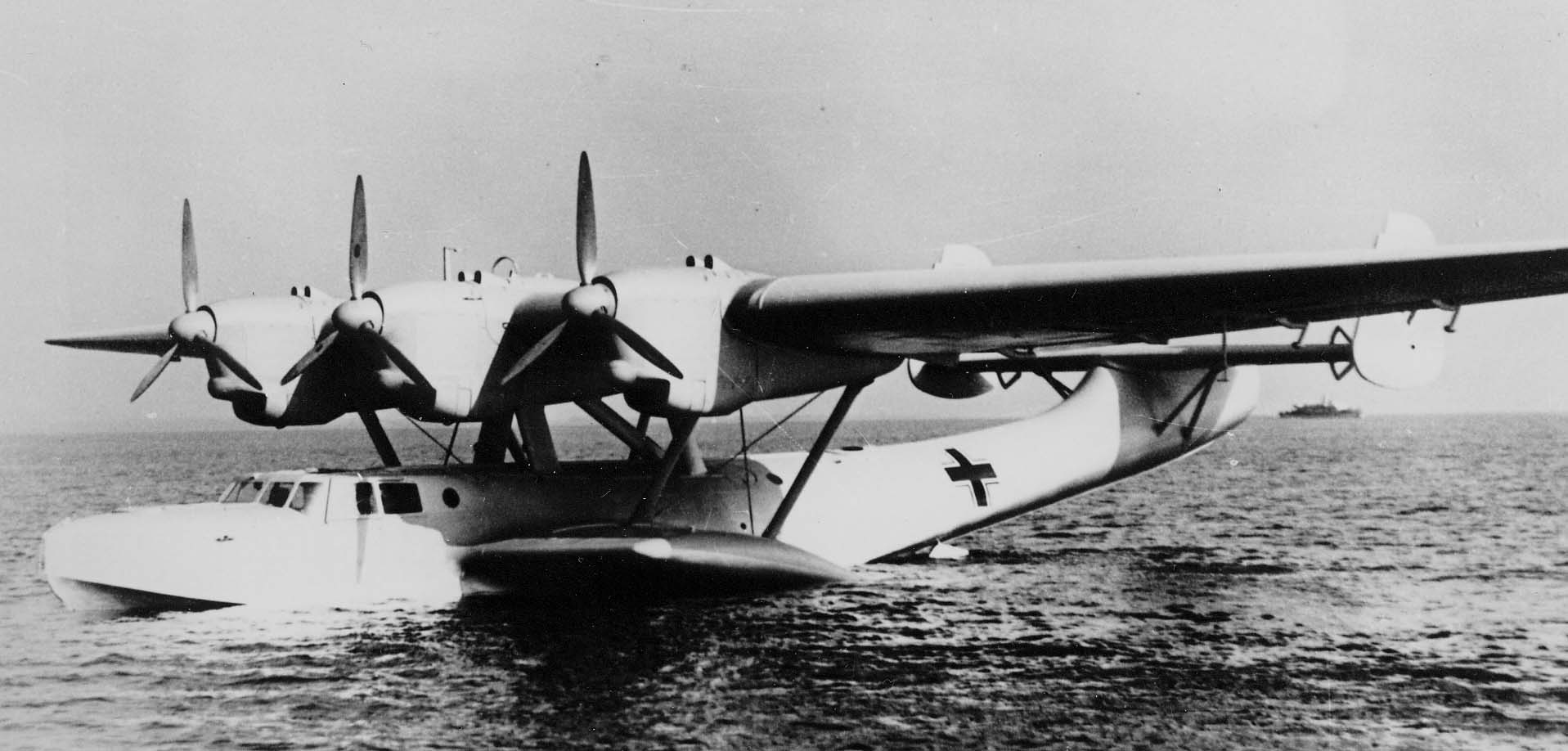
Dornier Do-24.
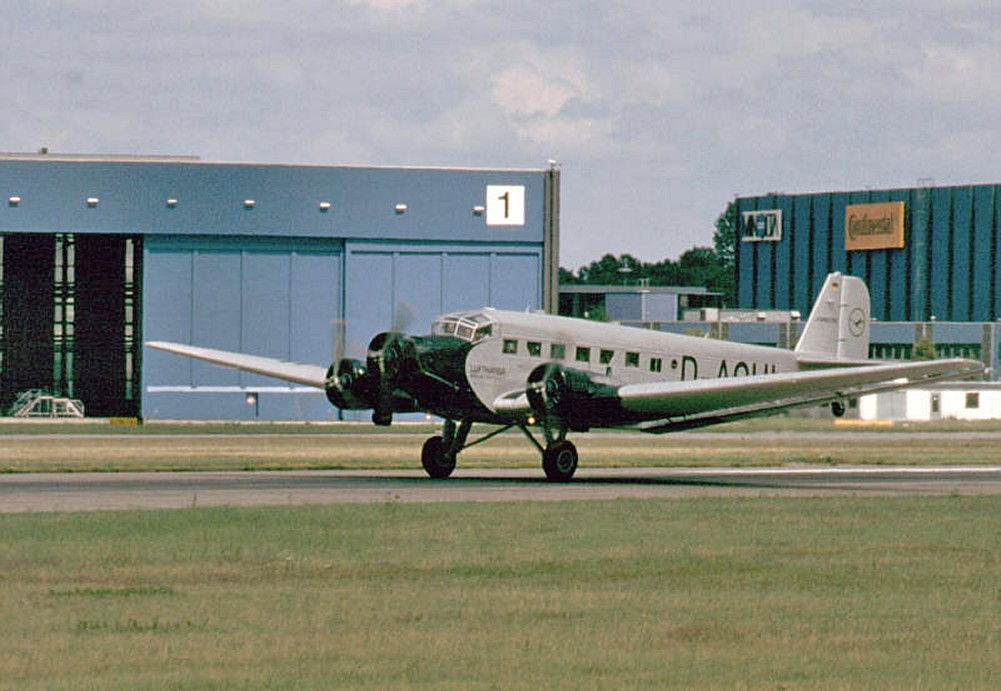
Junker Ju-52/3.
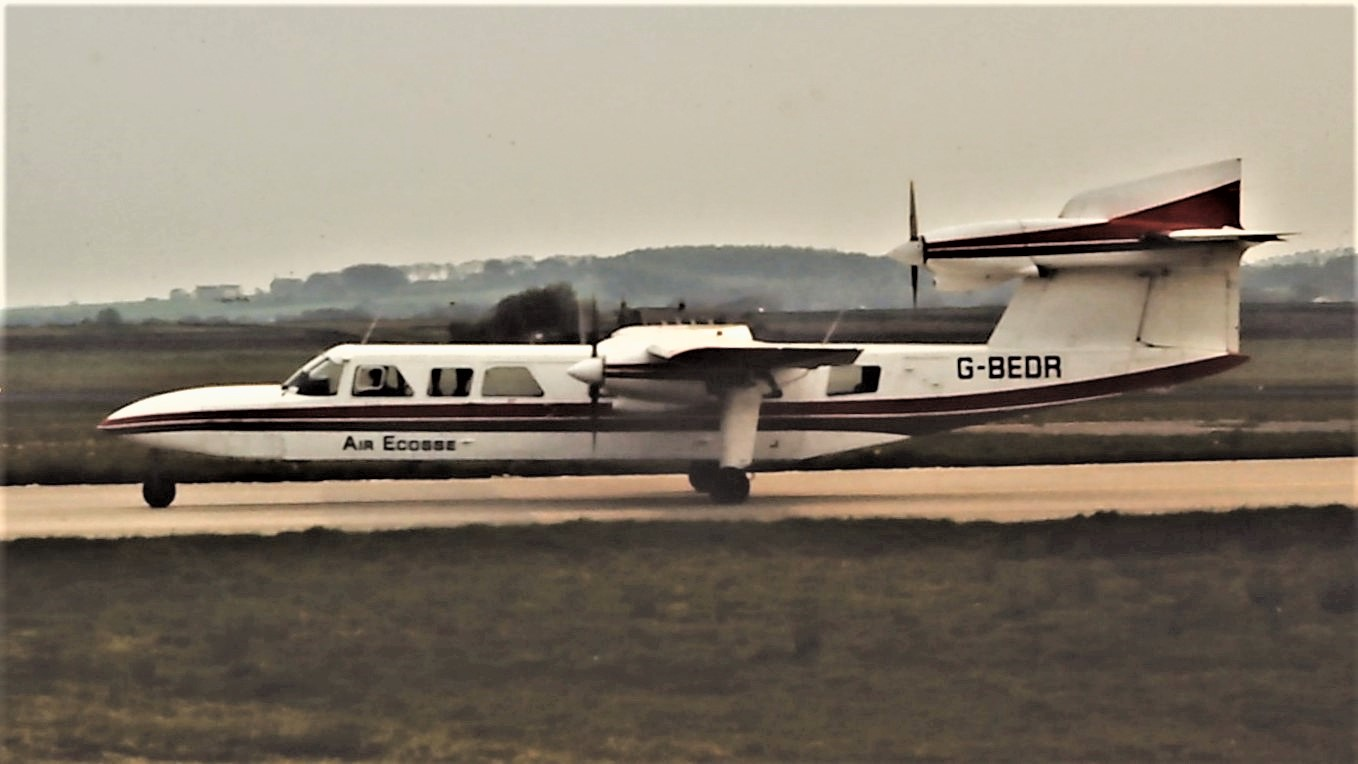
Britten Norman Trislander.
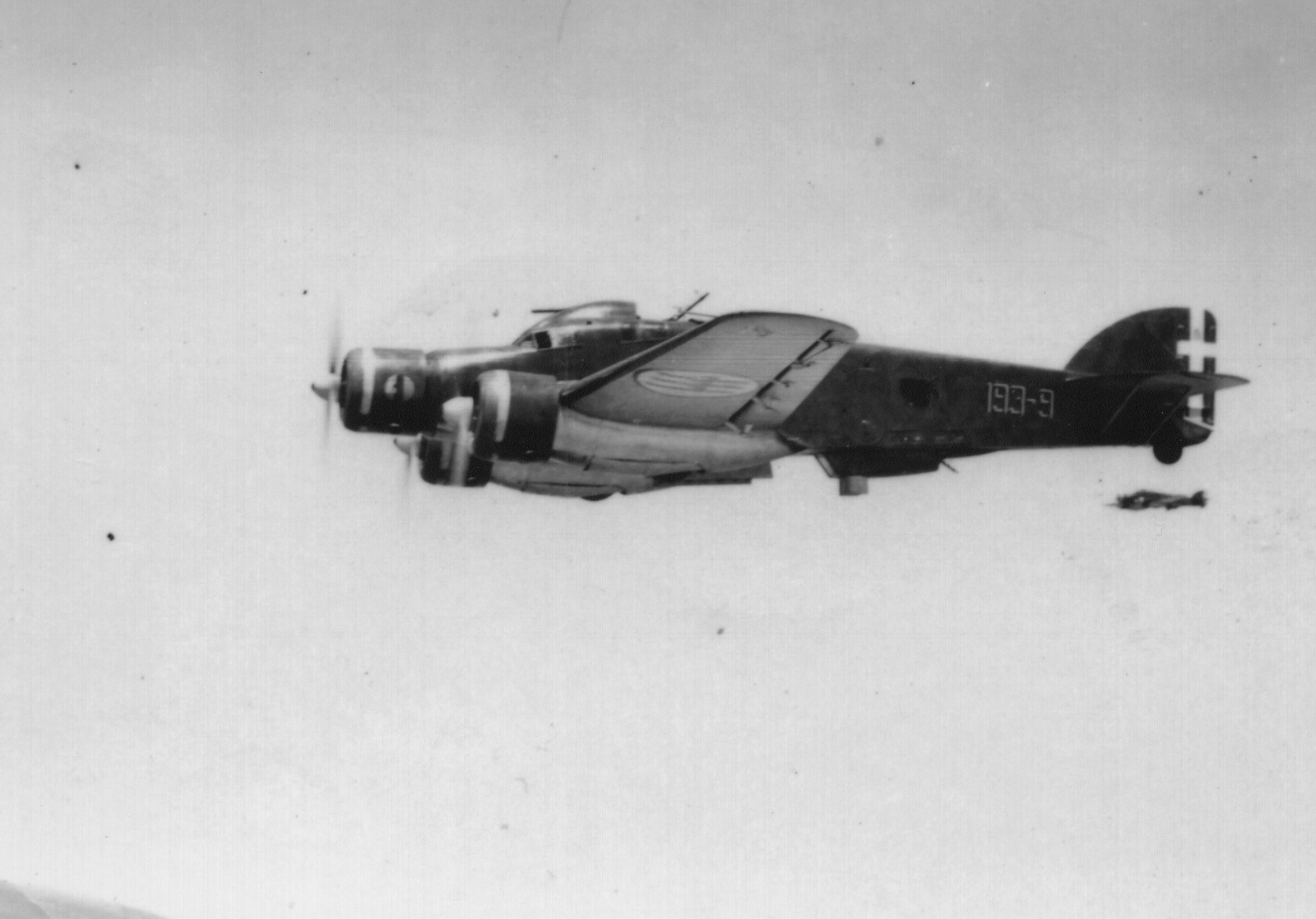
Savoia Marchetti SM.79.
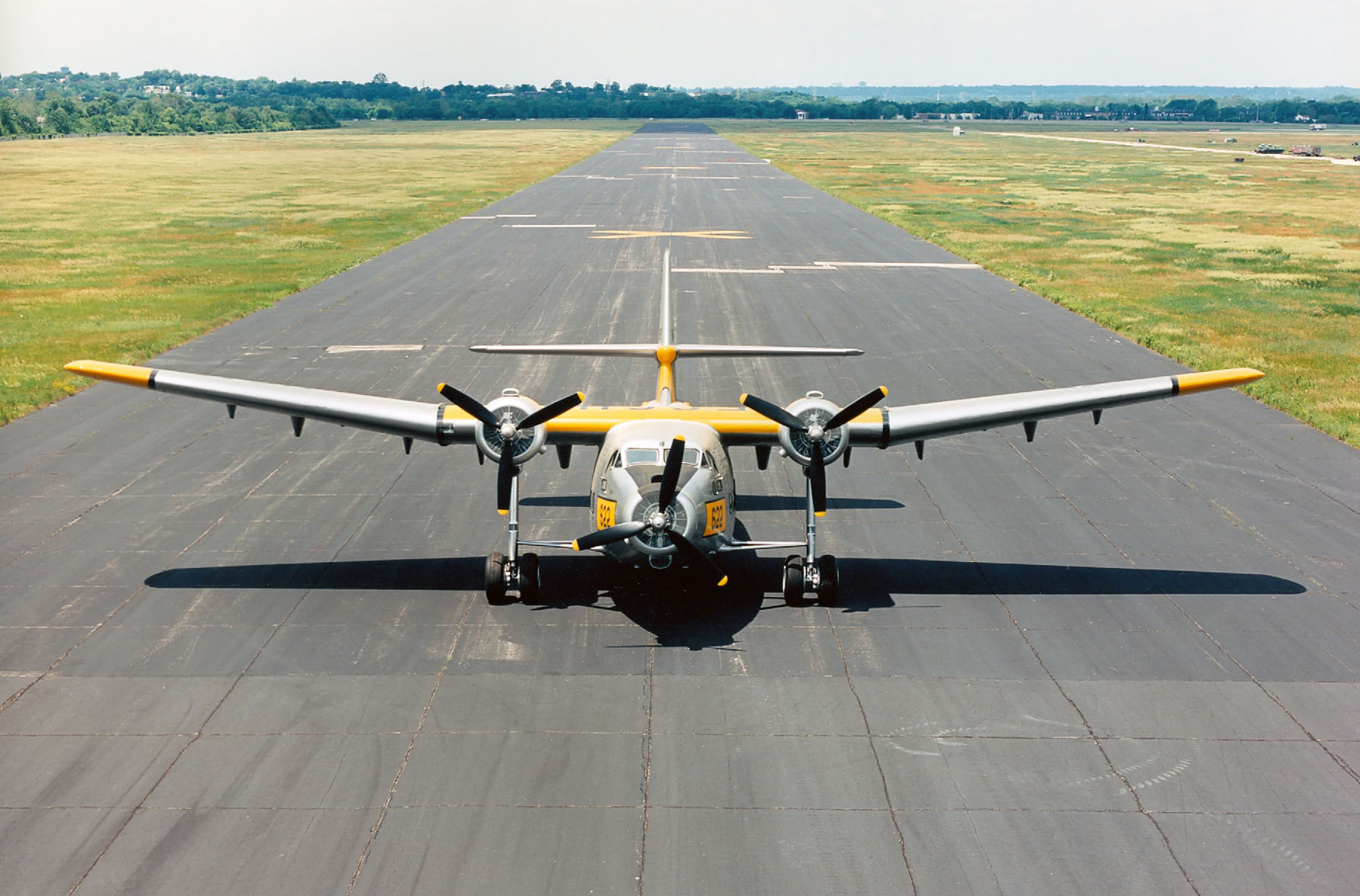
Northrop YC-125.
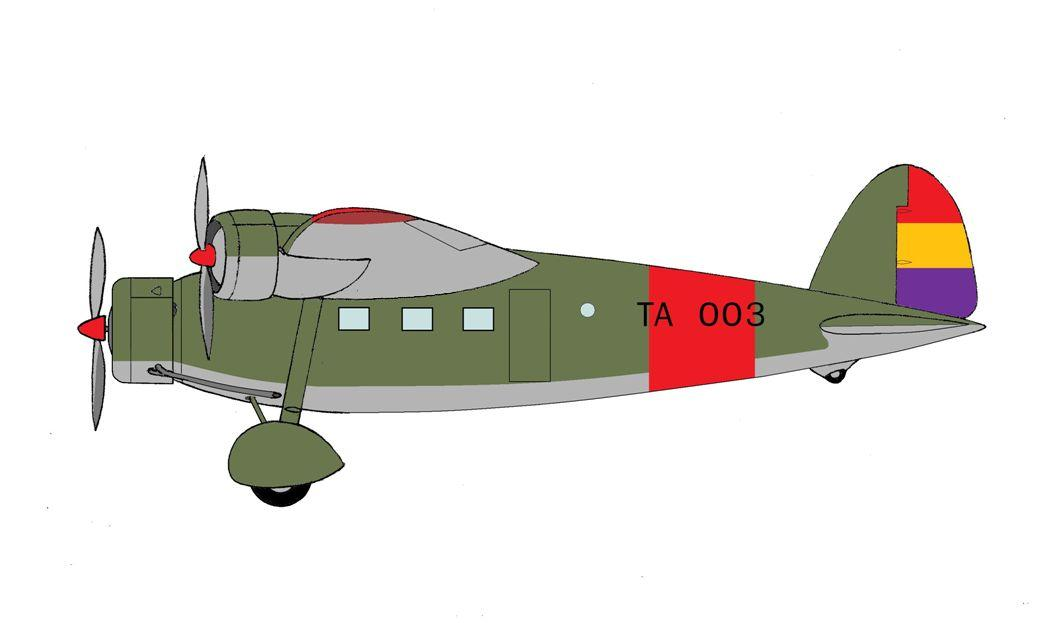
Avia 51

## Trimoteurs à réacteurs

### Historique
Les trimoteurs à réaction, généralement désignés triréacteurs sont apparus avec l'avènement des jets à la fin des années 1940 et au début de la décennie suivante. Là encore il s'agissait initialement de combler un vide technologique vis-à-vis des quadriréacteurs alors encore marginaux, à l'image du Comet. Ils se sont généralisés au cours des années 1970 et années 1980 jusqu'à devenir fréquents dans les cieux de la fin du XXe siècle. Ils sont principalement liés à l'aviation civile.

### Configurations
Une des premières configurations vint de l'aviation militaire et notamment des États-Unis, avec le Martin XB-51 et ses deux réacteurs collés au fuselage pendant que le troisième est noyé dans la carlingue. Cependant la formule la plus courante est celle des deux réacteurs installés sous chaque aile et du troisième noyé dans l'empennage, à la manière du Yakovlev Yak-40 soviétique.

### Modèles
Voici une liste, absolument pas exhaustive, de trimoteurs à réacteurs, en dehors de ceux cités ci-dessus.
- États-Unis : Boeing 727.
- États-Unis : Lockheed L-1011 TriStar.
- États-Unis : McDonnell Douglas MD-11.
- France : Dassault Aviation Falcon 50.
- France : Dassault Aviation Falcon 900.
- Royaume-Uni : Hawker Siddeley Trident.
- URSS : Tupolev Tu-154.
- URSS : Yakovlev Yak-42.

### Photos

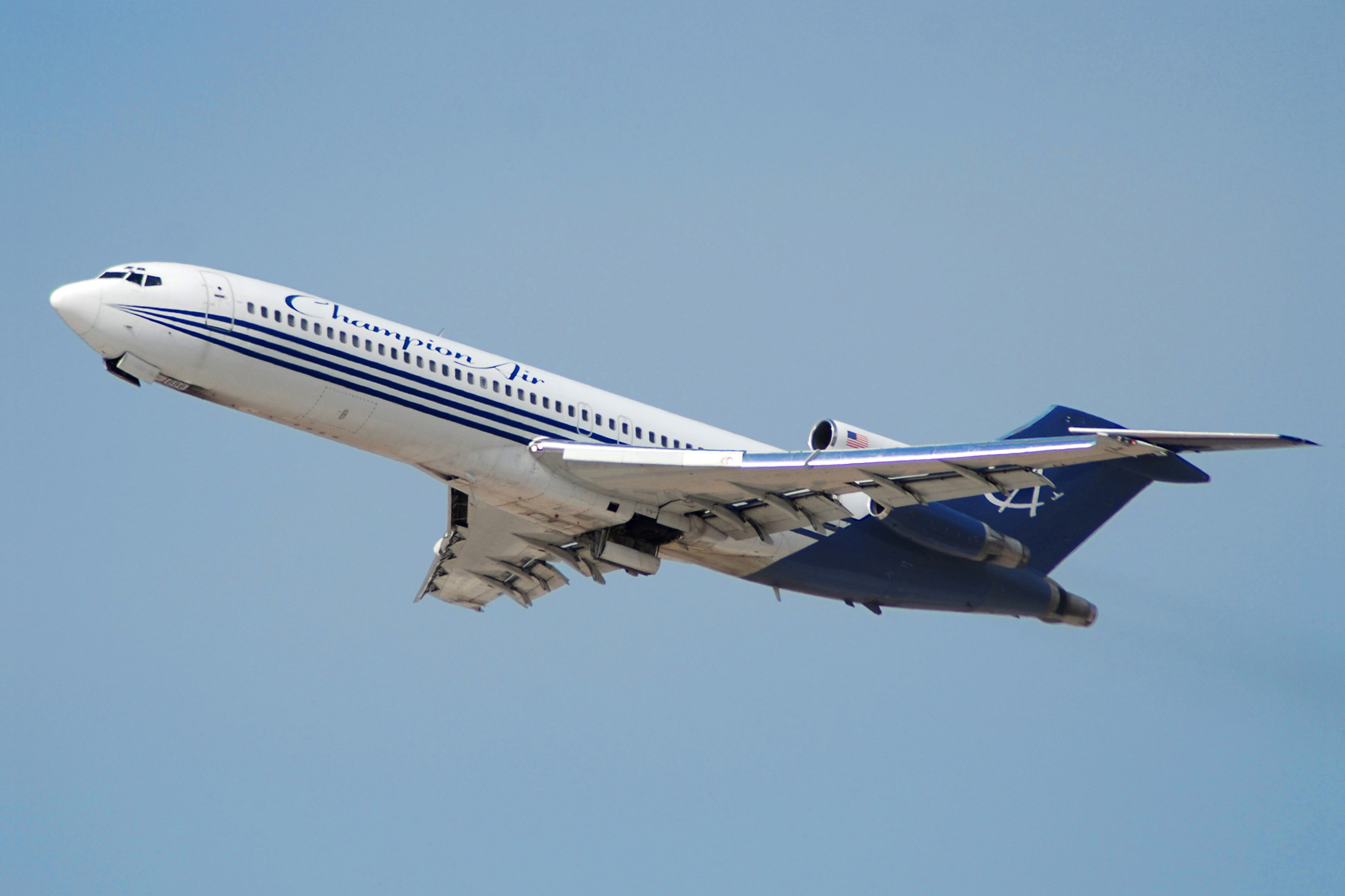
Boeing 727.
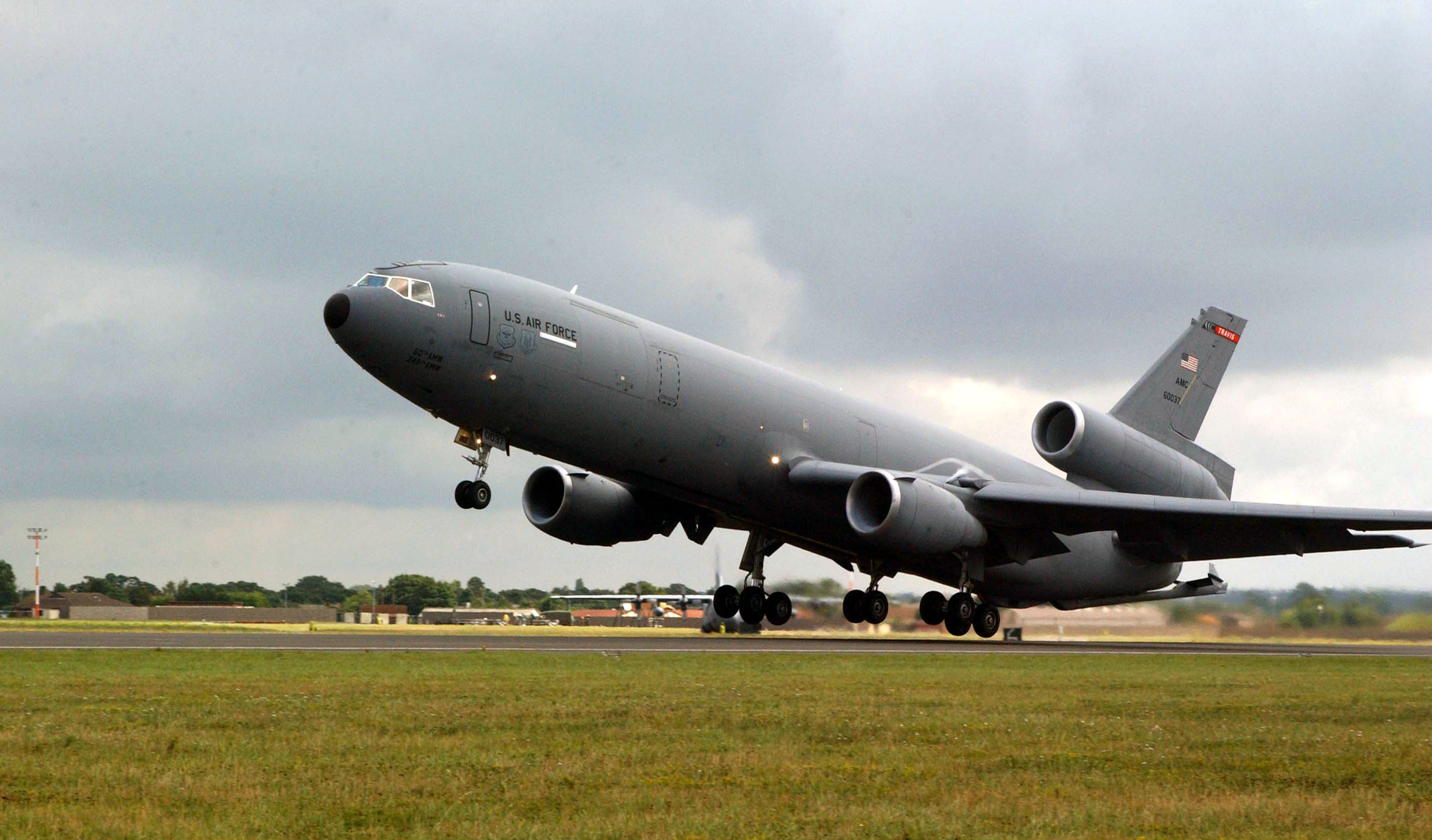
Mc Donnell Douglas KC-10 Extender.
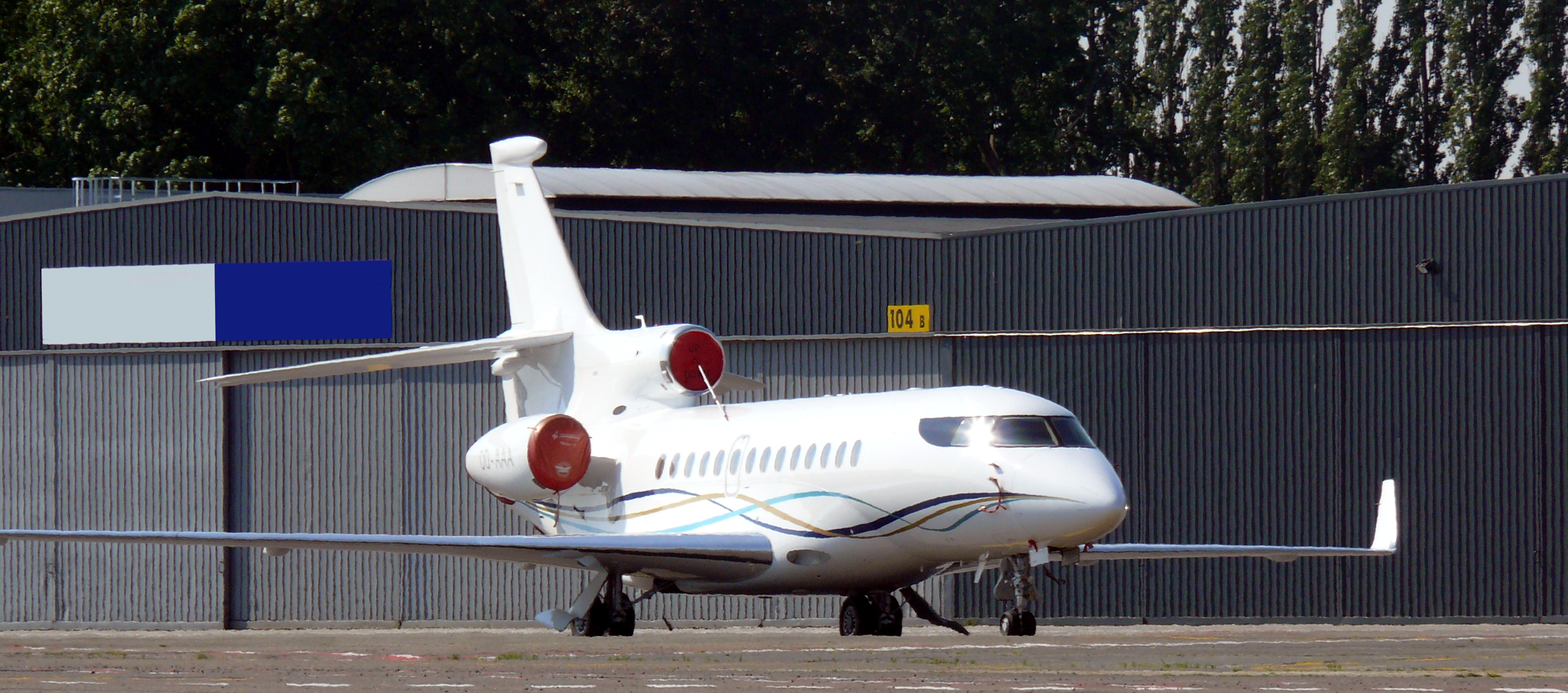
Dassault Aviation Falcon 7X.
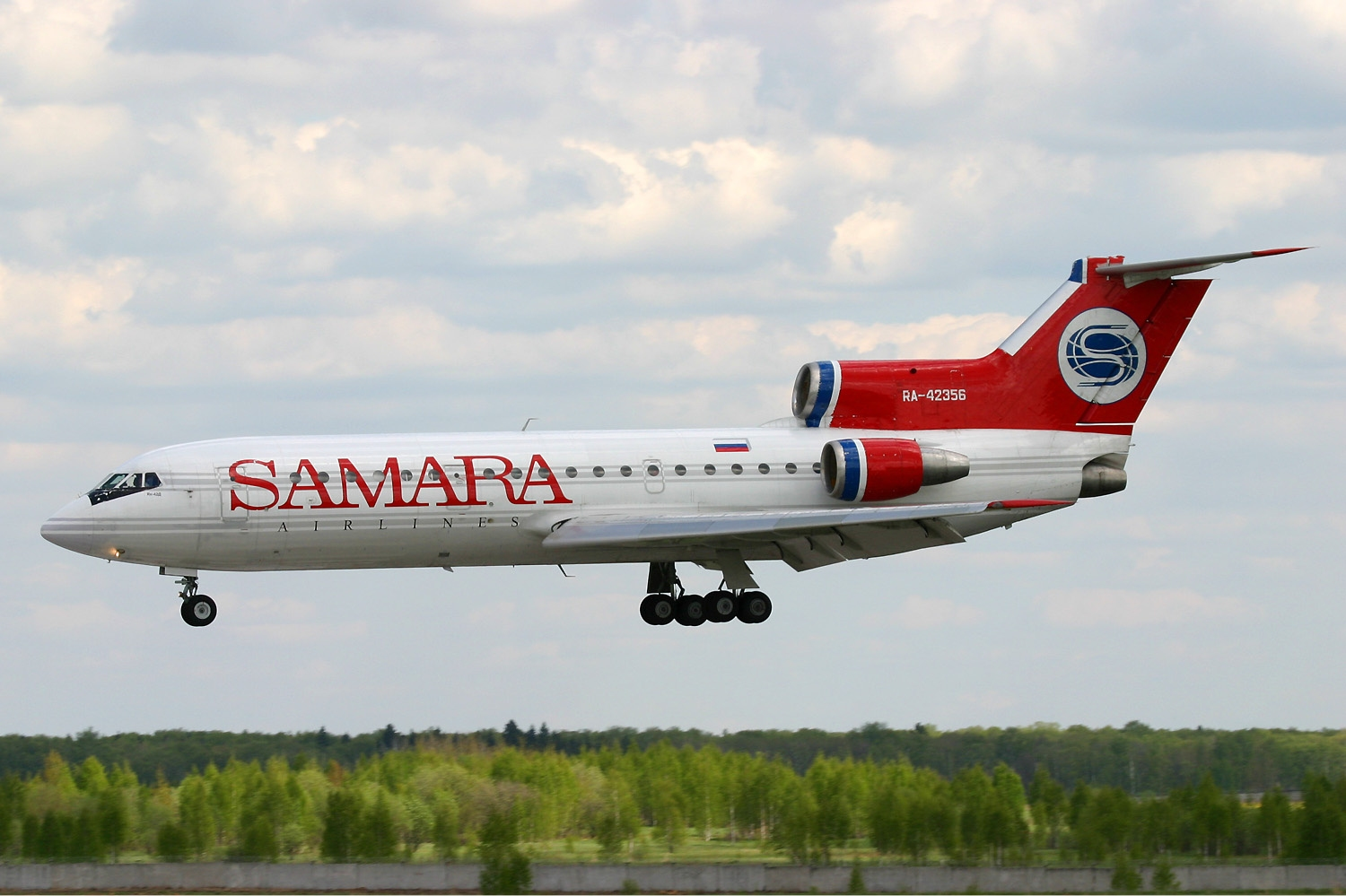
Yakovlev Yak-42D.
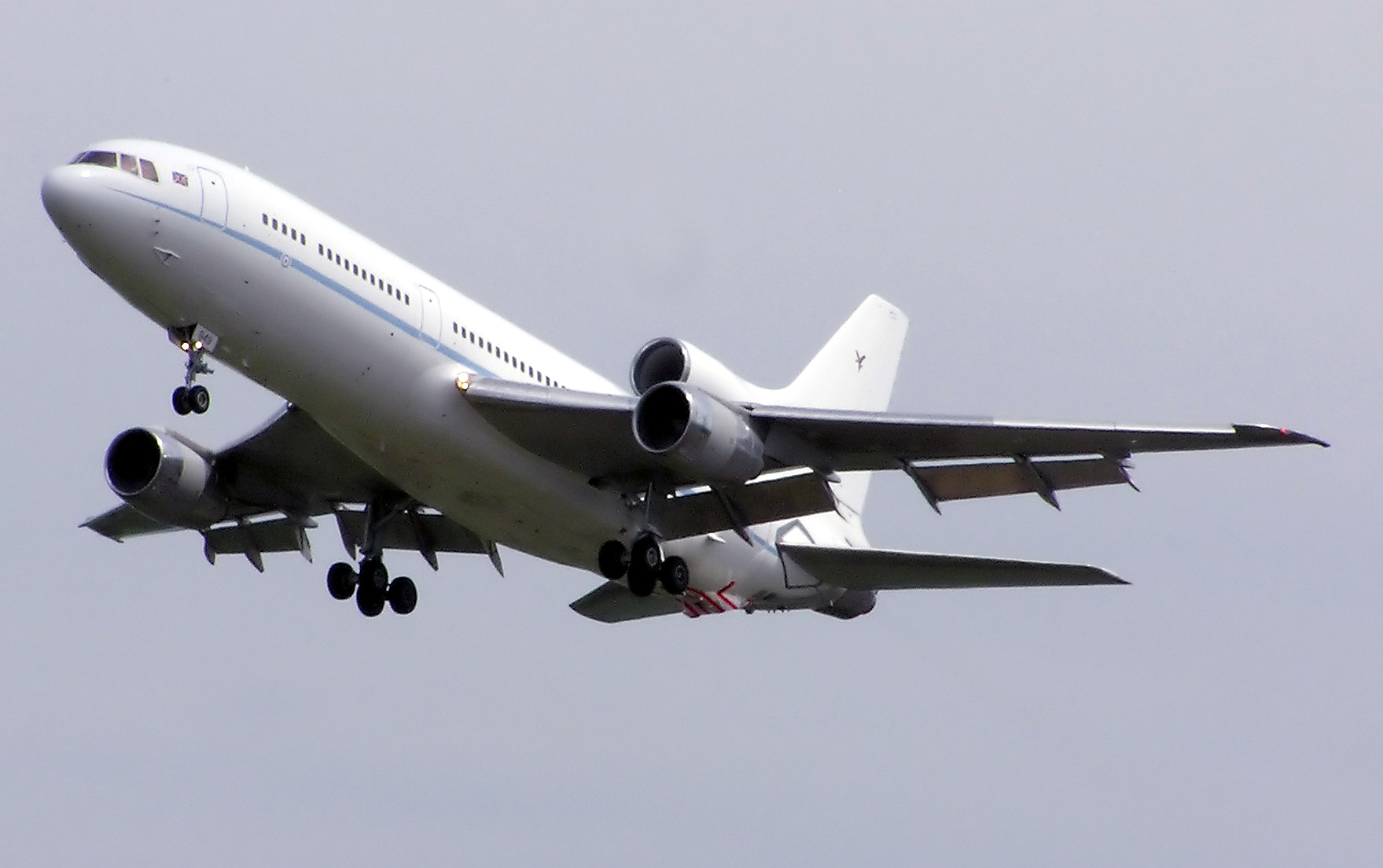
Lockheed L.1011 Tristar.

## Trimoteurs à turbomoteurs

### Historique
La nécessité de monter des turbomoteurs par trois, et donc de créer des trimoteurs à turbomoteurs, est liée au développement des hélicoptères et notamment à ceux liés au monde militaire. Si la majorité des hélicoptères sont mus par un ou deux turbomoteurs maximum, quelques rares modèles en possèdent trois.

### Configuration
La seule configuration connue pour un hélicoptère à trois turbomoteurs revient à "entourer" le rotor principal avec les turbomoteurs. Cela augmente ainsi la puissance motrice de l'appareil et évite le recours à un APU généralement très gourmand en carburant.

### Modèles
Voici une (courte) liste, absolument pas exhaustive, de trimoteurs à turbomoteurs.
- États-Unis : Sikorsky CH-53E Super Stallion[4].
- France : Sud Aviation SA-321 Super Frelon.
- Italie : AgustaWestland EH101 Merlin

### Photos

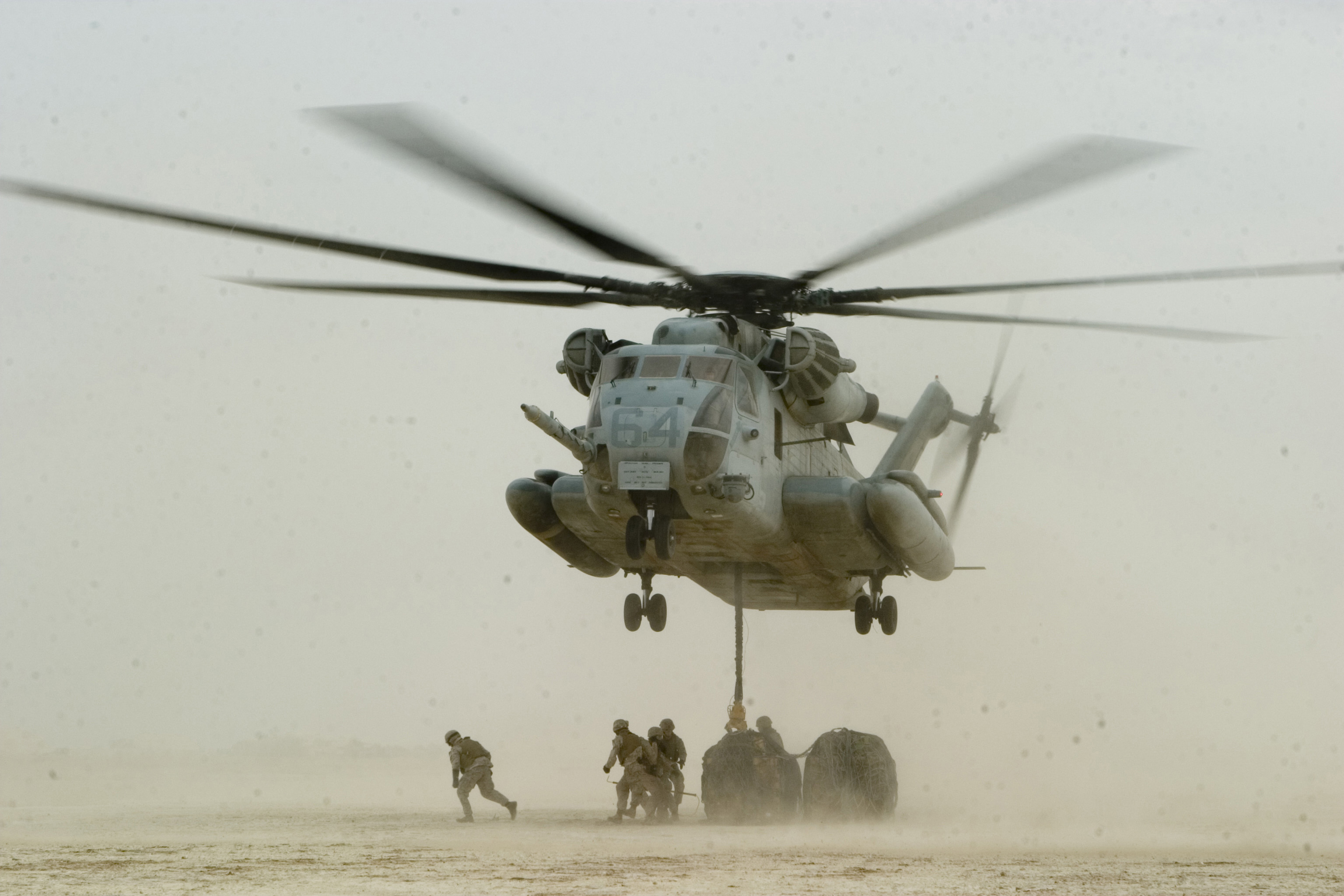
Sikorsky CH-53E Super Stallion.
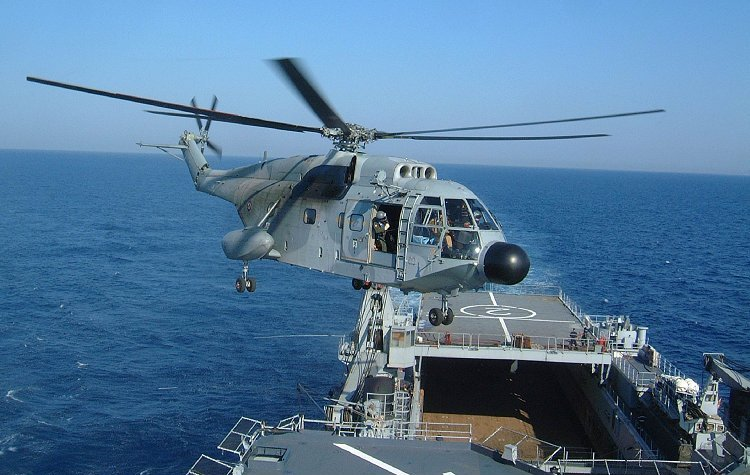
Sud Aviation SA-321G Super Frelon.

### Sources bibliographiques
- (en) David Willis, " Aerospace Encyclopedia of World Air Forces ", Aerospace Publishing London, 1999.  (ISBN 1-86184-045-4)
- (fr) John Batchelor & Chris Chant, " Grande histoire illustrée de l'aviation ", Éditions Atlas, 1990.  (ISBN 2-7312-0872-4)
- (fr) Bill Gunston & Mick Spit, " Hélicoptères de combat ", Éditions Atlas, 1989.  (ISBN 2-7312-0643-8)